# NGC 7168
NGC 7168 é uma galáxia elíptica (E3) localizada na direcção da constelação de Indus. Possui uma declinação de -51° 44' 36" e uma ascensão recta de 22 horas, 02 minutos e 07,3 segundos.
A galáxia NGC 7168 foi descoberta em 8 de Julho de 1834 por John Herschel.